# Джезве
Джезве (на турски: cezve) или кафеник представлява специален съд за приготовление на турско кафе. Традиционно се изработва от кована мед. Съдът има характерна дълга дръжка, която помага да се избегне изгаряне на ръцете по време на приготовлението на кафето, и улей за изливане, улесняващ сервирането. В някои страни се използва думата ибрик. В Австралия и САЩ джезвето е известно с гръцката дума за това – брики (μπρίκι) поради голям брой на гръцки имигранти. 